# Lorentzenpiggen
Lorentzenpiggen är en bergstopp i Antarktis. Den ligger i Östantarktis. Norge gör anspråk på området. Toppen på Lorentzenpiggen är 1 110 meter över havet, eller 236 meter över den omgivande terrängen. Bredden vid basen är 1,5 km.
Terrängen runt Lorentzenpiggen är platt åt sydost, men åt nordväst är den kuperad. Trakten är glest befolkad. Närmaste befolkade plats är SANAE IV Station, 8,5 kilometer norr om Lorentzenpiggen.